# Mistrzostwa Świata w Lekkoatletyce 2023 – skok w dal kobiet
Skok w dal kobiet – jedna z konkurencji technicznych rozgrywanych podczas lekkoatletycznych mistrzostw świata na Nemzeti Atlétikai Központ w Budapeszcie.
Tytułu mistrzowskiego z 2022 nie broniła Malaika Mihambo.

## Terminarz
Źródło: worldathletics.org.
| Data        | Godzina |              |
| ----------- | ------- | ------------ |
| 19 sierpnia | 13:25   | Kwalifikacje |
| 20 sierpnia | 16:55   | Finał        |

## Rekordy
Tabela prezentuje rekord świata, rekord mistrzostw świata, rekordy kontynentów oraz najlepszy wynik na listach światowych w sezonie 2023 przed rozpoczęciem mistrzostw.
|                            | Zawodniczka          | Wynik | Miejsce     | Data                 |
| -------------------------- | -------------------- | ----- | ----------- | -------------------- |
| Rekord świata              | Galina Czistiakowa   | 7,52  | Leningrad   | 11 czerwca 1988(dts) |
| Rekord mistrzostw świata   | Jackie Joyner-Kersee | 7,36  | Rzym        | 4 września 1987(dts) |
| Rekord Afryki              | Ese Brume            | 7,17  | Chula Vista | 29 maja 2021(dts)    |
| Rekord Ameryki Południowej | Maurren Maggi        | 7,26  | Bogota      | 26 czerwca 1999(dts) |
| Rekord Ameryki Północnej   | Jackie Joyner-Kersee | 7,49  | Nowy Jork   | 22 maja 1994(dts)    |
| Rekord Ameryki Północnej   | Jackie Joyner-Kersee | 7,49  | Sestriere   | 31 lipca 1994(dts)   |
| Rekord Australii i Oceanii | Brooke Buschkuehl    | 7,13  | Chula Vista | 9 lipca 2022(dts)    |
| Rekord Azji                | Yao Weili            | 7,01  | Jinan       | 5 czerwca 1993(dts)  |
| Rekord Europy              | Galina Czistiakowa   | 7,52  | Leningrad   | 11 czerwca 1988(dts) |
| Listy światowe             | Ackelia Smith        | 7,08  | Norman      | 13 maja 2023(dts)    |

## Wyniki

### Kwalifikacje
Awans: 6,80 m (Q) lub 12 najlepszych rezultatów (q).
Źródło: worldathletics.org.
| Pozycja | Grupa | Zawodniczka            | Państwo           | Runda | Runda | Runda | Wynik | Uwagi |
| Pozycja | Grupa | Zawodniczka            | Państwo           | 1     | 2     | 3     | Wynik | Uwagi |
| ------- | ----- | ---------------------- | ----------------- | ----- | ----- | ----- | ----- | ----- |
| 1.      | A     | Tara Davis-Woodhall    | Stany Zjednoczone | 6,87  |       |       | 6,87  | Q     |
| 2.      | A     | Marthe Koala           | Burkina Faso      | 6,84  |       |       | 6,84  | Q     |
| 3.      | B     | Ivana Vuleta           | Serbia            | x     | 6,82  |       | 6,82  | Q     |
| 4.      | B     | Ackelia Smith          | Jamajka           | x     | x     | 6,78  | 6,78  | q     |
| 5.      | B     | Jasmine Moore          | Stany Zjednoczone | 6,61  | 6,73  | 6,63  | 6,73  | q     |
| 6.      | A     | Larissa Iapichino      | Włochy            | 6,73  | 6,51  | –     | 6,73  | q     |
| 7.      | B     | Leticia Melo           | Brazylia          | 6,73  | x     | x     | 6,73  | q,    |
| 8.      | A     | Ese Brume              | Nigeria           | 6,65  | 6,72  | 6,69  | 6,72  | q     |
| 9.      | B     | Alina Rotaru-Kottmann  | Rumunia           | 6,60  | 6,54  | 6,69  | 6,69  | q     |
| 10.     | B     | Maryse Luzolo          | Niemcy            | x     | 6,66  | x     | 6,66  | q     |
| 11.     | A     | Tessy Ebosele          | Hiszpania         | 6,65  | 6,49  | x     | 6,65  | q     |
| 12.     | A     | Fátima Diame           | Hiszpania         | x     | x     | 6,61  | 6,61  | q     |
| 13.     | B     | Ruth Usoro             | Nigeria           | 6,50  | 6,40  | 6,60  | 6,60  |       |
| 14.     | B     | María Vicente          | Hiszpania         | 6,52  | 6,49  | 6,59  | 6,59  |       |
| 15.     | B     | Pauline Hondema        | Holandia          | 6,13  | 6,45  | 6,57  | 6,57  |       |
| 16.     | A     | Quanesha Burks         | Stany Zjednoczone | x     | 6,57  | x     | 6,57  |       |
| 17.     | B     | Brooke Buschkuehl      | Australia         | 6,55  | 4,92  | 6,53  | 6,55  |       |
| 18.     | A     | Milica Gardašević      | Serbia            | 6,51  | x     | 6,45  | 6,51  |       |
| 19.     | B     | Deborah Acquah         | Ghana             | 6,39  | 6,50  | 6,25  | 6,50  |       |
| 20.     | A     | Mikaelle Assani        | Niemcy            | x     | 6,47  | x     | 6,47  |       |
| 20.     | A     | Maja Askag             | Szwecja           | x     | 6,47  | x     | 6,47  |       |
| 22.     | A     | Jazmin Sawyers         | Wielka Brytania   | x     | 6,41  | 6,05  | 6,41  |       |
| 23.     | B     | Sumire Hata            | Japonia           | x     | x     | 6,41  | 6,41  |       |
| 24.     | B     | Shaili Singh           | Indie             | 6,26  | 6,40  | 6,30  | 6,40  |       |
| 25.     | B     | Natalia Linares        | Kolumbia          | 6,38  | 6,28  | 6,35  | 6,38  |       |
| 26.     | B     | Eliane Martins         | Brazylia          | x     | x     | 6,38  | 6,38  |       |
| 27.     | A     | Petra Banhidi-Farkas   | Węgry             | 6,37  | x     | 6,26  | 6,37  |       |
| 28.     | B     | Khaddi Sagnia          | Szwecja           | 6,19  | x     | 6,35  | 6,35  |       |
| 29.     | A     | Samantha Dale          | Australia         | x     | x     | 6,35  | 6,35  |       |
| 30.     | A     | Tissanna Hickling      | Jamajka           | x     | 6,29  | 6,17  | 6,29  |       |
| 31.     | B     | Diana Lesti            | Węgry             | 6,25  | x     | 6,21  | 6,25  |       |
| 32.     | A     | Esraa Owis             | Egipt             | x     | x     | 6,16  | 6,16  |       |
| 33.     | A     | Lissandra Maysa Campos | Brazylia          | x     | x     | 6,01  | 6,01  |       |
| 34.     | A     | Tilde Johansson        | Szwecja           | x     | x     | 5,99  | 5,99  |       |
| 35 !    | A     | Maryna Bech-Romanczuk  | Ukraina           | x     | x     | x     | NM    |       |
| 35 !    | A     | Hillary Kpatcha        | Francja           | x     | x     | x     | NM    |       |

### Finał
Źródło: worldathletics.org.
| Pozycja | Zawodniczka           | Państwo           | Runda | Runda | Runda | Runda | Runda | Runda | Wynik | Uwagi |
| Pozycja | Zawodniczka           | Państwo           | 1     | 2     | 3     | 4     | 5     | 6     | Wynik | Uwagi |
| ------- | --------------------- | ----------------- | ----- | ----- | ----- | ----- | ----- | ----- | ----- | ----- |
| 01 !    | Ivana Vuleta          | Serbia            | x     | 7,05  | x     | 6,91  | 7,14  | 6,78  | 7,14  | ,     |
| 02 !    | Tara Davis-Woodhall   | Stany Zjednoczone | 6,91  | 6,74  | 6,62  | x     | x     | 6,78  | 6,91  |       |
| 03 !    | Alina Rotaru-Kottmann | Rumunia           | 6,51  | 6,72  | 6,63  | 6,75  | x     | 6,88  | 6,88  |       |
| 4.      | Ese Brume             | Nigeria           | 6,80  | 6,84  | 6,76  | 6,53  | 6,70  | 6,59  | 6,84  | SB    |
| 5.      | Larissa Iapichino     | Włochy            | x     | 6,73  | x     | 6,17  | x     | 6,82  | 6,82  |       |
| 6.      | Fatima Diame          | Hiszpania         | 6,82  | x     | x     | 4,79  | 6,52  | x     | 6,82  | PB    |
| 7.      | Marthe Koala          | Burkina Faso      | x     | 6,68  | 6,67  | 6,33  | 6,54  | 6,54  | 6,68  |       |
| 8.      | Tessy Ebosele         | Hiszpania         | 6,62  | x     | 6,39  | 6,33  | 6,49  | 6,50  | 6,62  |       |
| 9.      | Maryse Luzolo         | Niemcy            | x     | x     | 6,58  | NQ    | NQ    | NQ    | 6,58  |       |
| 10.     | Jasmine Moore         | Stany Zjednoczone | x     | 6,42  | 6,54  | NQ    | NQ    | NQ    | 6,54  |       |
| 11.     | Ackelia Smith         | Jamajka           | x     | 6,49  | x     | NQ    | NQ    | NQ    | 6,49  |       |
| 12.     | Leticia Melo          | Brazylia          | x     | x     | 6,12  | NQ    | NQ    | NQ    | 6,12  |       |